# Jonas Staal
Jonas Staal (rođen 1981. u Zwolleu ) je nizozemski vizualni umjetnik. Njegov se rad bavi odnosom između umjetnosti, demokracije i propagande i često je izazivao javnu raspravu.

## Djela

### Radovi o Geertu Wildersu (2005. – 2008.)
Od 2005. do 2008. Državno tužiteljstvo procesuiralo je Staala zbog prijetnje političaru Stranke za slobodu Geertu Wildersu. To je bio rezultat projekta koji je Staal anonimno realizirao u travnju te godine pod nazivom The Geert Wilders Works a sastojao se od dvadeset i jednog takozvanog "memorijalnog djela" koji se sastoji od foto kolaža i uokvirenog portreta Wildersa, bijele ruže, svijeće od čajne svjećice i umiljati medvjed u javnom prostoru Rotterdama i Haaga. Iako su policijski glasnogovornici izjavili da ne znaju jesu li instalacije zamišljene kao prijetnja ili znak javne potpore, Wilders je policiju odlučio prijaviti događaje kao prijetnju osobnim životom. Jednom kad je Staal najavio da je njegovo djelo dobrovoljno se prijavio policiji u Rotterdamu, uhićen je i procesuiran zbog prijetnje smrću političaru. Staal je smatrao da su suđenja dijelom njegova rada, a pozivnice su dizajnirane i tiskane kako bi se sudski postupak najavio kao 'javna rasprava' u kojoj su ključne osobe u procesu predstavljene kao glumci u predstavi pod nazivom The Geert Wilders Works - A Trial I -II. Suđenja su se odvijala 2007. godine na Kantonalnom sudu u Rotterdamu i 2008. godine na Sudu pravde u Haagu. Staal je svoju molbu napisao kao manifest koji je objavljen u dijelu za kulturnu nizozemskih novina NRC Handelsblad.

### Umjetnost, vlasništvo politike I-IV (2010. – 2012.)
2010. godini Staal je realizirao izložbe Umjetnost, vlasništvo politike i 'Umjetnost, vlasništvo politike II: prostor slobodoumnih, 2011. Umjetnost, vlasništvo politike III: zatvorena arhitektura i 2012. umjetnost, vlasništvo Politika IV: Prostor slobodoumbih u kojem je istraživao ulogu suvremene umjetnosti u političkom procesu. Prvi dio odvijao se u izložbenom prostoru TENT. u Rotterdamu, za vrijeme općinskih izbora 2010. godine na kojima je pokazao umjetnička djela svih stranaka uključenih u izbore. Drugi dio odvijao se u Van Abbemuseumu u Eindhovenu u Nizozemskoj i postojao je od umjetničkih djela koja su odabrali liberalna Narodna stranka za slobodu i demokraciju (Volkspartij voor Vrijheid en Democratie, VVD) i krajnje desničarska Stranka za slobodu (Partij voor de Vrijheid, PVV) u njihovom takozvanom 'Prostoru slobodoumnika': i izložbenom prostoru koji su stranke otvorile u nizozemskom parlamentu za umjetnike koji su se bavili vjerskom (islamskom) cenzurom. Treći dio otvoren je u Extra Cityju u Antwerpenu a nastavljen je u obliku kazališnog djela u Frascatiju u Amsterdamu. Središnje mjesto u projektu ima teza Zatvorena arhitektura (2004.) koju je napisala krajnje desničarska zastupnica Fleur Agema, broj dva na listi nizozemske Stranke slobode (Partij voor de Vrijheid, PVV). Teza sadrži skicu za novi model zatvora, koji je Agema razvila tijekom magisterija iz dizajna interijera. U projektu Staal proširio je Agemine skice u potpuno razvijeni model. Štoviše, istražuje u kojoj je mjeri njezin raniji arhitektonski rad nacrt iz kojeg ona sada utječe na trenutne vladine politike, a time i na organizaciju našeg današnjeg društva. Četvrti se dio održao u Van Abbemuseumu u Eindhovenu i u umjetničkom prostoru De Appel u Amsterdamu kao rezultat otvorenog poziva Rogiera Verkroosta, političara socijalno-liberalne stranke Demokrati 66, i GreenLeft političara Jessea Klavera da se odmah ponovno otvoriti prostor slobodoumnih koji su 2011. godine zatvorili liberalni VVD i ekstremno desni PVV. Stvaranje novih prostora Slobodoumnih podržali su Staal i muzej. Verkroost's i Klaver's Freethinkers 'Spaces otvoreni su u rujnu 2012., a u Amsterdamu je uslijedio prostor Freethinkers' prostora kojeg je kustos Carolien Gehrels, zamjenik umjetnosti i kulture iz Laburističke stranke u Amsterdamu.

### Novi svjetski summit (2012.–...)
U svibnju 2012. Staal je u svojoj brošuri „Umjetnost u obrani demokracije“ najavio osnivanje umjetničke i političke organizacije New World Summit. Ova organizacija želi osigurati parlamente za političke organizacije bez državljanstva koje se stavljaju "izvan" demokracije, na primjer, pomoću takozvanih međunarodnih popisa terorističkih organizacija koje blokiraju svoje bankovne račune i rezultiraju trenutnom zabranom putovanja, ispuštajući ih na "rub" političkog sustava.
Prvo izdanje summita Novog svijeta, održanog 4. i 5. svibnja 2012., u Sophiensaalu u Berlinu, ugostilo je četiri politička i tri pravna predstavnika organizacija s crne liste, poput Nacionalne demokratske fronte Filipina (NDF), Kurdski ženski pokret, Baskijski pokret za neovisnost i Narodnooslobodilački pokret Azawada (MNLA). Prema Staalu, njegova organizacija želi istražiti na kojoj razini umjetnost može djelovati kao instrument za stvaranje "alternativnog političkog prostora" jer politika nije u stanju djelovati prema obećanju onoga što on naziva "temeljnom demokracijom". Drugo izdanje summita Novog svijeta održano je 29. prosinca 2012. u de Waagu u Leidenu u Nizozemskoj i bilo je usredotočeno na profesora Josea Maria Sisona, osnivača Komunističke partije Filipina (CPP) i njezinog naoružanog krila, Nova narodna vojska (NPA), obje koje su na međunarodnoj listi. Sison, koji živi u emigraciji u Nizozemskoj, raspravljao je o nekoliko slučajeva političara, odvjetnika, državnih tužitelja i sudaca. Najavljeno je da će se 3. novi svjetski summit održati početkom 2013. godine u Kochiju u Indiji, u kontekstu 1. bijenala Kochi-Muziris. Za ovu prigodu sagrađen je parlament na otvorenom ispred bivšeg britanskog kolonijalnog kompleksa, ali po nalogu Državne obavještajne službe zastave u parlamentu su obojane, a tri člana summita optužena su za materijalnu potporu organizacijama s crne liste. Četvrti summit Novog svijeta održao se od 19. do 21. rujna 2014. u Kraljevskom flamanskom kazalištu u Bruxellesu, okupivši dvadeset predstavnika onoga što organizacija opisuje kao „države bez državljanstva“, poput predstavnika organizacija u Kurdistanu, Somalilandu, Zapadnoj Papui i Azawad . Summit Novog svijeta u tom kontekstu također govori o njihovom radu kao o "umjetnosti države bez državljanstva".
U listopadu 2015. Jonas Staal najavio je u različitim intervjuima da će se peti summit održati u Rojavi, regiji koju su kurdski revolucionari proglasili autonomnom u sjevernom dijelu Sirije 2011. godine, a uključivat će i proslavu početka izgradnje novog javnog parlamenta razvijena zajedno s Demokratskom samoupravom Rojave. Summit novog svijeta u Rojavi održao se 16. do 17. listopada 2015. godine u gradu Derîk, kanton Cezîre, a uključivao je govornike iz Demokratske samouprave Rojava, kao i međunarodno izaslanstvo, među kojima su bili predstavnici iz Katalonije, Škotske zajednica Amazigh. Na kraju dvodnevnog summita, sudionici su se okupili na gradilištu novog javnog parlamenta, gdje su ministrica vanjskih poslova kantona Cezîre Amina Osse i Staal najavili izgradnju kao simbol revolucije na Rojavi i prijateljstva s drugi narodi bez državljanstva iz cijelog svijeta. Prema člancima novinara koji su putovali s međunarodnim izaslanstvom na summit u Rojavi, drugi dio Summita Novog svijeta u autonomnoj regiji trebao bi se održati u gotovom parlamentu početkom 2016.
Zajedno s BAK-om, osnovu voor actuele kunst, Utrecht, 2013. godine osnovana je Akademija Novi svijet koja poziva političke grupe bez državljanstva da razvijaju suradničke projekte s umjetnicima i studentima. BAK je 2014. godine također bio domaćin prvog novosvjetskog veleposlanstva Azawada, privremenog veleposlanstva za nepriznatu državu Azawad, koje je razvio Staal i pisac i predstavnik Nacionalnog oslobođenja Azawada (MNLA) Moussa Ag Assarid.

### Ostali projekti
Staal često radi u multidisciplinarnim projektima, zajedno s, među ostalim, književnikom Vincentom WJ van Gervenom Oeijem. U suradnji s njim i kazališnom skupinom Wunderbaum, realizirao je projekt The Plays of Cho Seung-Hui: Richard McBeef, izvedbu scenarija s istim naslovnikom američko-korejskog pucača iz srednje škole Cho Seung-a -Hui .
S vizualnim umjetnikom Hansom van Houwelingenom i Amsterdamskom radničkom strankom (PvdA), starješinom umjetnosti i kulture Carolien Gehrels, realizirao je projekt Alegorije dobre i loše vlasti u umjetničkom prostoru W139 u Amsterdamu. Projekt se sastojao od četverodnevne rasprave između 1. i 4. svibnja između osam političara i umjetnika. 2014. suradnja se nastavila u projektu Beyond Allegories koji se sastojao od devet sati rasprave 9. svibnja u općinskom parlamentu Amsterdama, tijekom koje su umjetnici i političari raspravljali o zajednički razvijenim prijedlozima o "ulozi umjetnosti u političkom upravljanju, mobilizaciji i djelovanju. "
Od 9. do 11. siječnja umjetnik je zajedno s dramaturgom Florianom Malzacherom i kustosicom Joannom Warsza organizirao prvu "Međunarodnu organizaciju umjetnika" u kazalištu Hebbel am Ufer u Berlinu, najavljenu kao skup "preko dvadeset organizacija, koje su umjetnici osnovali, sučeljavajući se s trenutne krize u politici, gospodarstvu, obrazovanju, imigraciji i ekologiji. " Malzacher je objasnio da su organizacije koje su sudjelovale "sve dio trenutnog pomaka od umjetnika koji rade u obliku privremenih projekata ka izgradnji dugoročnih organizacijskih struktura", a zatim je Staal rekao da "Drugačija od pojedinačnog komodificiranog umjetničkog djela, organizacija umjetnika potencijalno predlaže restrukturiranje društvenih odnosa kao takvih. " Izvješteno je da je konferencija u nekoliko navrata bila sukobljena, kako prema organizatorima, tako i među umjetničkim organizacijama koje su sudjelovale.

## vanjske poveznice
- Službena web stranica Jonas Staal
- Web stranica Summit novog svijeta
- Summit novog svijeta: Jonas Stall u konverzaciji sa Stephanie Bailey na Ibraazu